# Yerdos Zhanaberguenov
Yerdos Zhanaberguenov (en kazajo: Ердос Жаңабергенов; Xojayli, URSS, 17 de enero de 1984) es un deportista kazajo que compitió en boxeo. Ganó una medalla de oro en el Campeonato Mundial de Boxeo Aficionado de 2005, en el peso semipesado.

## Palmarés internacional
| Campeonato Mundial | Campeonato Mundial | Campeonato Mundial | Campeonato Mundial |
| Año                | Lugar              | Medalla            | Categoría          |
| ------------------ | ------------------ | ------------------ | ------------------ |
| 2005               | Mianyang (China)   | Medalla de oro     | 81 kg              |